# Edna Wallace Hopper
 (août 2019).
Edna Wallace Hopper (née le 17 janvier 1872 et morte le 14 décembre 1959) est une actrice américaine qui a fait carrière au théâtre et dans le cinéma muet. Elle était connue sous le nom de « l'éternel flapper ».

## Biographie

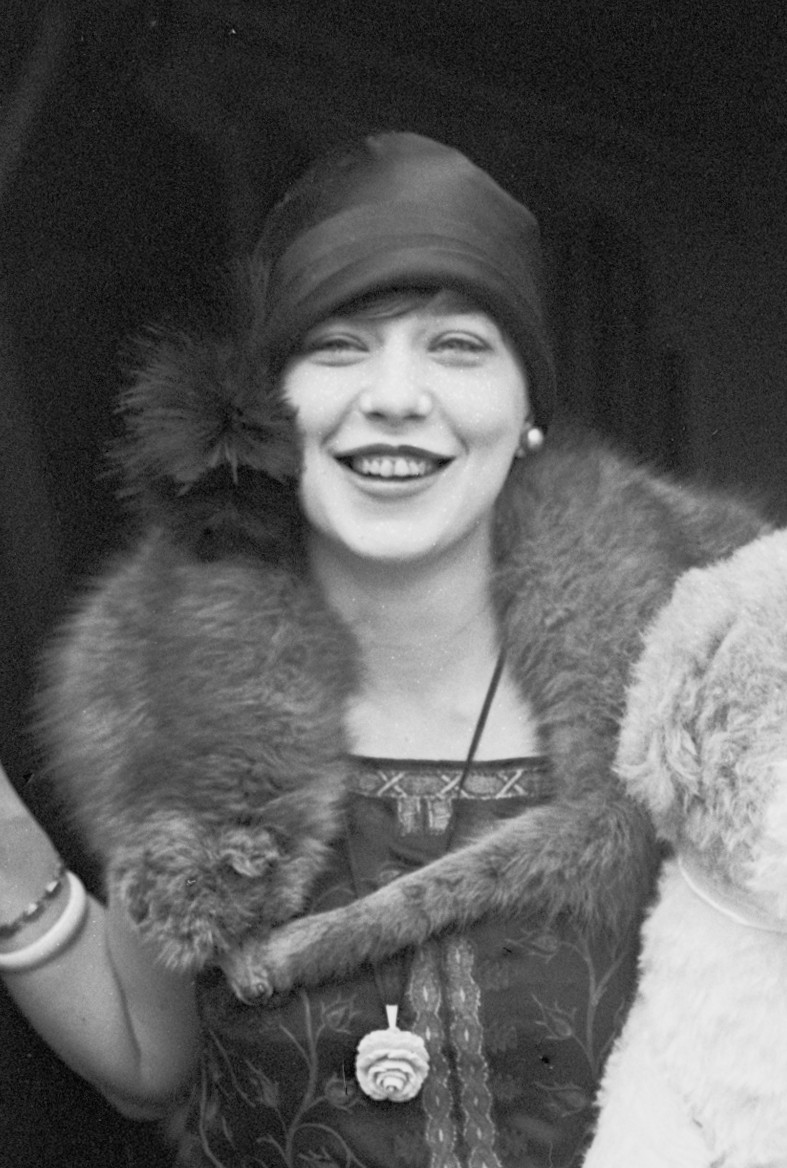
Edna Wallace Hopper